# تريستان ستاروك
تريستان ستاروك (بالإنجليزية: Tristan Sturrock)‏ هو ممثل بريطاني، ولد في 1968 في المملكة المتحدة.

## وصلات خارجية
- تريستان ستاروك على موقع IMDb (الإنجليزية)
- تريستان ستاروك على موقع ألو سيني (الفرنسية)
- تريستان ستاروك على موقع أول موفي (الإنجليزية)
- تريستان ستاروك على موقع قاعدة بيانات برودواي على الإنترنت (الإنجليزية)
- تريستان ستاروك على موقع قاعدة بيانات الأفلام السويدية (السويدية)
- تريستان ستاروك على موقع قاعدة بيانات الفيلم (الإنجليزية)
- تريستان ستاروك على موقع كينوبويسك (الروسية)